# Marie-Astrid de Luxembourg
La princesse Marie-Astrid de Luxembourg, archiduchesse d'Autriche, née le 17 février 1954 au château de Betzdorf, au grand-duché de Luxembourg, est la fille aînée du grand-duc Jean de Luxembourg et de la grande-duchesse Joséphine-Charlotte, née princesse Joséphine-Charlotte de Belgique.

## Famille
Première-née du couple grand-ducal, son parrain est son grand-père maternel, le roi Léopold III de Belgique, et sa marraine est sa grand-mère paternelle, la grande-duchesse Charlotte de Luxembourg.
La princesse est prénommée Marie-Astrid en l'honneur de la Vierge Marie et de sa grand-mère maternelle la reine des Belges, née princesse Astrid de Suède, décédée tragiquement en 1935.
Elle est la nièce des rois des Belges Baudouin et Albert II, ainsi que la cousine germaine de l'actuel roi des Belges Philippe.

## Biographie
La princesse Marie-Astrid préside la Croix-Rouge luxembourgeoise de la Jeunesse à partir de 1970. Elle donne son nom à l'« Hôpital Princesse Marie-Astrid » de Niederkorn et accorde son haut patronage à la Société Luxembourgeoise pour la Protection des Animaux, à la chorale Princesse Marie-Astrid de Mondercange et à l'Association luxembourgeoise pour la Défense des Intérêts des Personnes Physiquement Handicapées (ADIPH).
Elle effectue trois années d'études d'infirmière à l'École d'infirmières à Luxembourg – Clinique du Sacré-Cœur –, où elle obtient le diplôme d’« Infirmière diplômée d’État » en juin 1974. Elle travaille dès lors en 1975, pendant trois mois, dans des hôpitaux rwandais, puis suit en 1977 une formation complémentaire à l'Institut de Médecine Tropicale Prince Léopold à Anvers (Belgique).
En 1973, avec sa sœur Margaretha et son frère Guillaume, elle représente la famille grand-ducale au Concours Eurovision de la chanson qui se déroule au Grand Théâtre de Luxembourg.
À la fin de l'année 1976, elle est invitée à Bruxelles à un déjeuner organisé par la reine Élisabeth II qui est accompagnée de son fils, le prince Charles, prince de Galles (futur Charles III). Marie-Astrid fait dès lors l'objet d'attentions de la part des médias britanniques et est rapidement désignée comme potentielle future épouse du prince de Galles, n'ayant que cinq ans de moins que Charles et étant l'une des rares princesses royales d'Europe à être célibataire à cette époque. La première page du Daily Express  du 17 juin 1977 titrera même, 10 jours seulement après les immenses célébrations marquant le jubilé d'argent de l'accession au trône de la reine Élisabeth II, « Charles va épouser Astrid », proclamant le communiqué « officiel ». Le Daily Express (qui est un des principaux médias accrédités de la Royal Rota) précisera : « La différence de religion du couple – elle est catholique romaine – sera surmontée par un nouvel arrangement constitutionnel : les fils de ce mariage seront élevés dans l'Église d'Angleterre tandis que les filles seront élevées dans la foi catholique », ce que le palais de Buckingham refusera de commenter.
Le roi Juan Carlos Ier d'Espagne la fait, le 8 juillet 1980, Dame Grand-Croix de l'ordre d'Isabelle la Catholique,.
En novembre 1981, le choix de la princesse Marie-Astrid se pose, en dépit des pronostics britanniques, sur l'archiduc Charles-Christian d'Autriche, de confession catholique comme elle et avec qui elle se fiance (le prince Charles ayant déjà porté son choix sur lady Diana Spencer), menant après leur mariage une vie de famille relativement discrète en Suisse avec leurs cinq enfants.
En février 2008, la princesse Marie-Astrid et sa belle-sœur la grande-duchesse Maria Teresa de Luxembourg sont honorées, à Rome, des insignes de Dame de Grand-Croix d'Honneur et de Dévotion de l'ordre souverain de Malte.

## Mariage et enfants
La princesse Marie-Astrid de Luxembourg épouse le 6 février 1982 en la cathédrale Notre-Dame de Luxembourg, à  Luxembourg, son cousin issu de germain l'archiduc Charles-Christian d'Autriche, fils de l'archiduc Charles-Louis d'Autriche et de l'archiduchesse Yolande d'Autriche, née princesse Yolande de Ligne. Il est un des nombreux petits-fils de l'empereur Charles Ier d'Autriche et de l'impératrice Zita d'Autriche, née princesse Zita de Bourbon-Parme. Ils ont cinq enfants : 
- Marie-Christine Anne Astrid Zita Charlotte (Bruxelles, 31 juillet 1983), qui épouse à Malines, le 6 décembre 2008, le comte Rodolphe de Limburg Stirum (dont descendance) ;
- Imre Emmanuel Simeon Jean Carl Marcus d'Aviano (Genève, 8 décembre 1985), qui épouse à Washington, le 8 septembre 2012, Kathleen Walker (dont descendance) ;
- Christoph Henri Alexander Maria Marcus d'Aviano (Genève, 2 février 1988), qui épouse à Nancy, le 29 décembre 2012, Adélaïde Drapé-Frisch (dont descendance) ;
- Alexander Hector Marie Karl Leopold Marcus d'Aviano (Meyrin, 26 septembre 1990), qui épouse à Belœil, le 30 septembre 2023, Natacha Roumiantzeff-Pachkevitch[6],[7] (ils se séparent en avril 2025[8]) ;
- Gabriella Maria Pilar Yolande Joséphine-Charlotte (Genève, 26 mars 1994), qui épouse à Jenbach, le 12 septembre 2020, le prince Henri de Bourbon-Parme (dont descendance).